# 美麗荒境
《美麗荒野》是一款2D等距視角的點擊冒險遊戲，由The Brotherhood開發。故事發生在末日幻想背景的南非，外星科技把一對兄弟傳送到了未來，他們必須找到回家的路。

## 玩法
1980年外星飛船登陸地球後，科技和社會劇變，人類文明徹底改變。十年後，馬克和唐·萊斯利兄弟在生活被毀後調查了當年那艘外星飛船，卻被安全系統傳送到遙遠的未來，必須找到回去的路。
《美麗荒野》是等距視角點擊冒險遊戲。玩家操控馬克，解決新文明的各種問題，例如尋找遺失物品、調解糾紛，收集科技以從現在返回未來。玩家在解謎或對話中的選擇不會導致遊戲中途結束，但是會影響最後的結局。遊戲中的戰鬥很少，玩家可以選擇是否參加競技場戰鬥，以推進一條故事線。

## 開發
遊戲設計師克里斯和尼克‧畢肖夫創立了遊戲開發團隊TheBrotherhood。配樂由米克·戈登創作。2017年2月，《美麗荒野》在Kickstarter群眾募資，最終募得的的資金略多於目標。
《美麗荒野》的靈感來自兄弟倆以前寫的短篇小說。克里斯說，影響他們的有「《男孩與狗》、《超世纪谍杀案》、《逃离地下天堂》和健康劑量的。」《異塵餘生》和《柏德之門》影響了遊戲的視覺風格，包括等距視角、重視細節的背景。他們想深入挖掘遊戲故事，同時比前作《停滯》給予玩家更大的主導權。他們放棄了拖累開發進度的2D角色，轉而以Unity開發遊戲。
遊戲的背景之所以選擇南非，是因為開發團隊對這裡很熟悉，而且他們認為外人會對非洲很感興趣。他們還想在遊戲中探索南非歷史，例如製造一個以種族隔離時代為藍本的人工智慧。為了吸引西方玩家，他們考慮降低參考南非文化的程度，並且聘用國際口音的配音員，但發現這樣創意會受限後作罷。唐的配音員是南非邊境戰爭的老兵，這為遊戲的故事加入了感性色彩。
2020年2月26日，The Brotherhood發行了Windows、macOS和Linux版本的《美麗荒野》。
2021年5月28日，《美麗荒野》在PlayStation 4和任天堂Switch平台推出。Untold Tales負責發行主機平台版本，The Brotherhood也針對主機重新設計了遊戲的使用者介面。

## 評價
在Metacritic，PC版本得到了正面評價；Switch和PlayStation 4版本則褒貶不一。
Adventure Gamers表示，遊戲「在大部分方面都取得了卓越成功」。他們說，探索和謎題設計的判定有時候很刁鑽，而且需要原路返回。故事的進展「既迷人又令人沮喪」。但是，他們認為這款遊戲「真正展示了The Brotherhood的創造力和驚人製作水準」。
Nintendo Life和Nintendo World Report批评Switch版本，表示載入頻繁而且時間太長，操作也很糟糕。Nintendo Life認為這是一款「野心勃勃、看起來很棒的遊戲」，卻也批評了遊戲中的謎題和故事，他們認為尋物任務太多了，並且強調了對話很古怪。

## 外部連結
- 《美麗荒境》官方網站（英文）